# 長風新村
長風新村是中華人民共和國上海市普陀區的一個住宅區，共分為長風一村和長風二村。長風新村佔地面積17.5公頃，建築面積19.5萬平方米。住宅名稱來自於附近的長風公園。長風新村始建於1978年。